# Huracán Linda (1997)
El huracán Linda fue un ciclón tropical de la temporada de huracanes del Pacífico de 1997, fue el huracán más intenso que se había observado en el océano Pacífico Noreste hasta la llegada del huracán Patricia. Linda tuvo vientos sostenidos de 295 km/h, ráfagas de hasta 355 km/h, y una presión central de 902 hPa. 
Linda formó parte de una temporada activa normal como lo fue la de 1997 en el Pacífico tanto en las partes Este y Central de dicho océano. El potente sistema tuvo un leve impacto al continente, aunque pasó directamente sobre la isla Socorro.

## Cronología del ciclón tropical

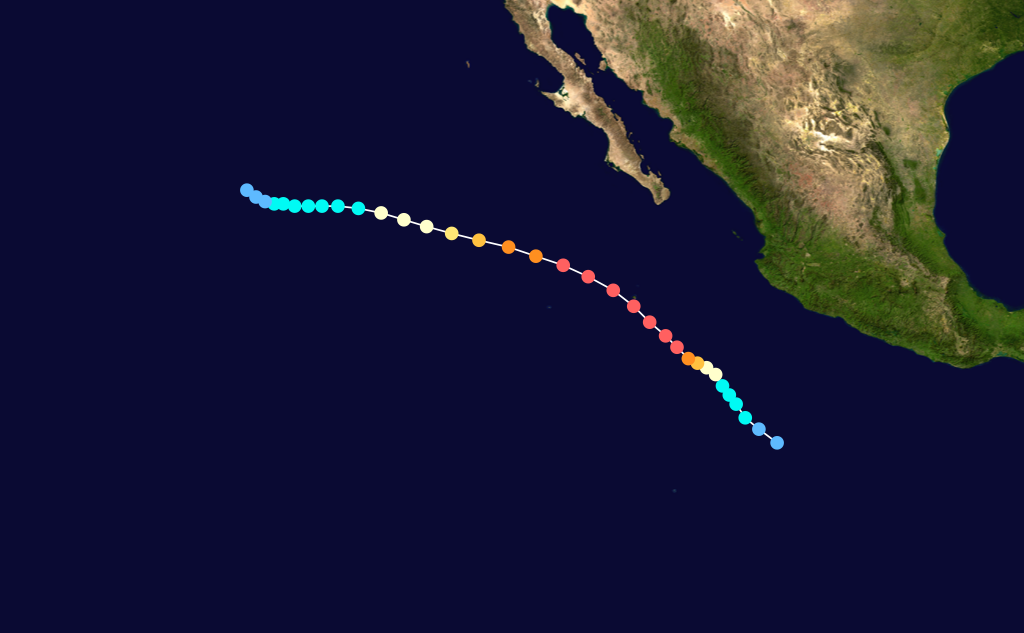
Trayectoria del huracán Linda.

Una onda tropical salió de la costa de África el 24 de agosto. Éste cruzó el océano Atlántico sin un desarrollo favorable. Cuando el sistema cruzó Centroamérica, su convección aumentó y desarrolló un centro indefinido en las primeras horas del 9 de septiembre. Las bandas y convección del sistema aumentaron, y esa noche se convirtió en una depresión tropical a 740 kilómetros al sur del puerto de Manzanillo, Colima, en las costas del suroeste de México.
La depresión tropical 14-E siguió hacia el noroeste, y se desarrolló en tormenta tropical el 10 de septiembre. Linda comenzó a intensificarse más rápidamente, convirtiéndose en un huracán al día siguiente, a 880 kilómetros de la punta sur de la península de Baja California. Después de 30 horas de consecuente desarrollo, Linda alcanzó su máxima intensidad con vientos de 295 km/h el 12 de septiembre. Linda pasó directamente sobre la isla Socorro el mismo día que era clasificado como Categoría 5 de huracán por la escala de Saffir-Simpson. Con el paso de los días siguientes, Linda se encontró con aguas más frías que la debilitaron rápidamente, disipándose el 17 de septiembre.

## Preparativos
| Huracanes más intensos en el Pacífico                                                             | Huracanes más intensos en el Pacífico | Huracanes más intensos en el Pacífico | Huracanes más intensos en el Pacífico | Huracanes más intensos en el Pacífico |
|                                                                                                   | Huracán                               | Año                                   | Presión mínima                        | Presión mínima                        |
| hPa                                                                                               | Huracán                               | Año                                   | inHg                                  |                                       |
| ------------------------------------------------------------------------------------------------- | ------------------------------------- | ------------------------------------- | ------------------------------------- | ------------------------------------- |
| 1                                                                                                 | Patricia                              | 2015                                  | 872                                   | 25.75                                 |
| 2                                                                                                 | Linda                                 | 1997                                  | 902                                   | 26.64                                 |
| 3                                                                                                 | Rick                                  | 2009                                  | 906                                   | 26.76                                 |
| 4                                                                                                 | Kenna                                 | 2002                                  | 913                                   | 26.96                                 |
| 5                                                                                                 | Ava                                   | 1973                                  | 915                                   | 27.02                                 |
| 5                                                                                                 | Ioke                                  | 2006                                  | 915                                   | 27.02                                 |
| 7                                                                                                 | Marie                                 | 2014                                  | 918                                   | 27.11                                 |
| 7                                                                                                 | Odile                                 | 2014                                  | 918                                   | 27.11                                 |
| 9                                                                                                 | Guillermo                             | 1997                                  | 919                                   | 27.14                                 |
| 10                                                                                                | Gilma                                 | 1994                                  | 920                                   | 27.17                                 |
| Las listas está solamente para los ciclones tropicales en el Océano Pacífico al norte del ecuador |                                       |                                       |                                       |                                       |

El 13 de septiembre, algunos modelos de ordenador predecían que el huracán encorvaría de nuevo y tocaría tierra en el estado de California, Estados Unidos. Una zona de presiones bajas estuvo localizada en los alrededores del huracán. Los vientos causados por aquel subsistema habrían facilitado la posibilidad de que el huracán volteara con dirección hacia el suroeste de California. Debido a la amenaza posible, algunas medios indicaron que las condiciones de huracán afectarían el suroeste de California. Sin embargo, el Servicio Meteorológico Nacional en Oxnard, California emitió una declaración que acentuó la incertidumbre del trayecto del huracán. La declaración también indicó que la amenaza principal, serían solo fuertes precipitaciones y mares embravecidos.
Las olas grandes causadas por el huracán Linda propiciaron la emisión de advertencias de inundación en las costas mexicanas.

## Impacto

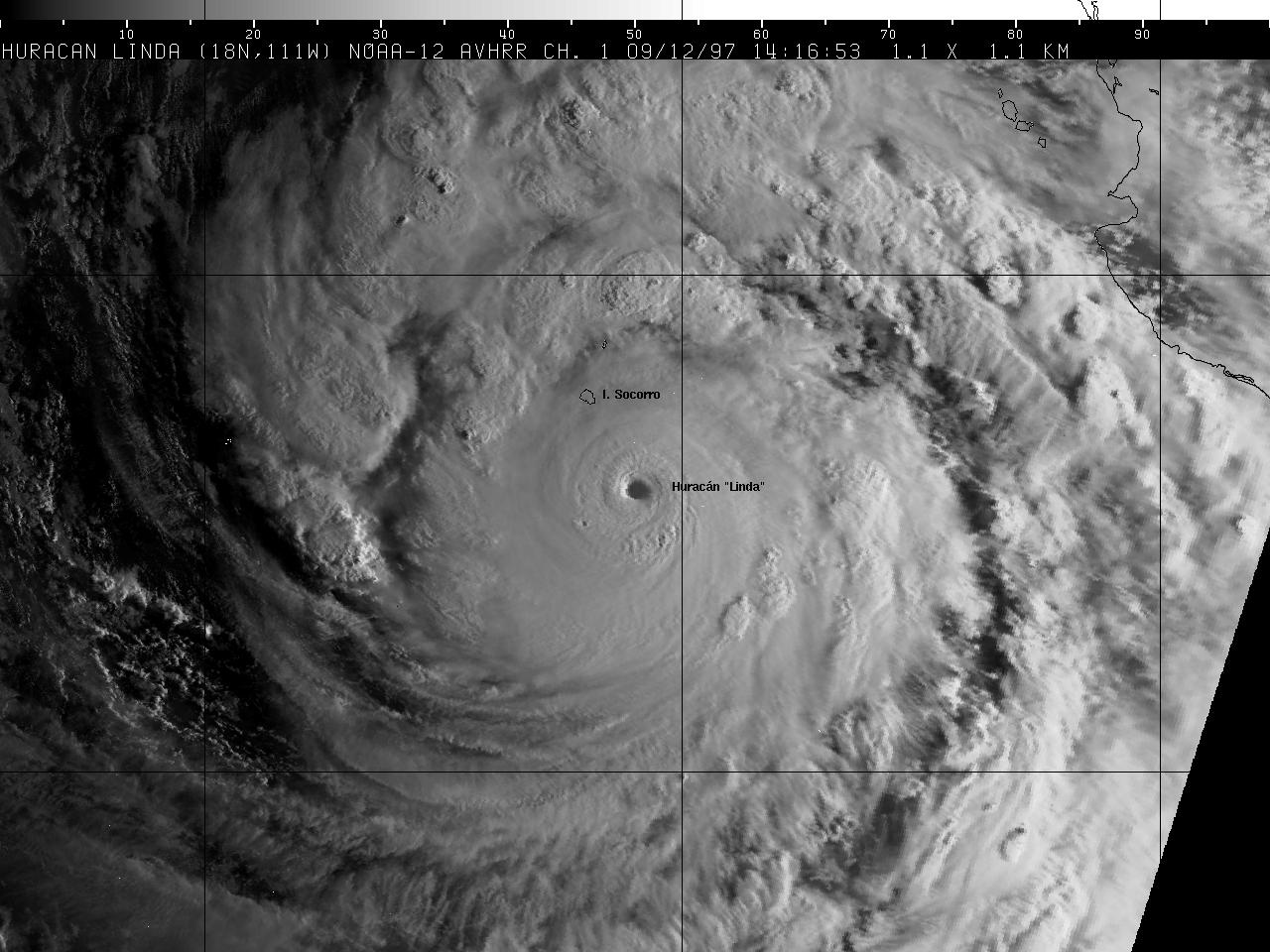
El huracán Linda azotando la isla Socorro el 12 de septiembre.

El huracán Linda nunca pasó cerca de Norteamérica. Sin embargo, la isla Socorro sufrió directamente los embates del huracán el 12 de septiembre, donde cortó el servicio de instrumentos meteorológicos. Las olas grandes causadas por el sistema provocaron inundaciones menores en los estados mexicanos de Michoacán, Nayarit, Jalisco, y Sinaloa. También hicieron que hoteles cerraran en Cabo San Lucas, Mazatlán, La Paz, San Carlos, y Puerto Vallarta.
El huracán también produjo olas fuertes de hasta 15 pies (5 metros) de altura a lo largo de la costa de California. Estas olas revolcaron a cinco personas lejos de un embarcadero en Playa Newport. La gente fue rescatada a tiempo y uno fue gravemente herido. La humedad de Linda, que provocó precipitaciones con cúmulos de 63.5 mm en una hora, causó severas inundaciones y deslizamientos de tierra en el suroeste de California. Un alud de tierra destruyó dos casas y dañó 77. Los daños sumaron los $3,2 millones (USD 1997, $3,8 USD 2005).
Como Linda no causó daños de consideración dado que permaneció alejado de las costas mexicanas y estadounidenses, el nombre no fue retirado por la Organización Meteorológica Mundial. Se usó nuevamente en la temporada 2003 y posteriormente en la temporada 2009.